# Brian O'Brian
Brian O'Brian est une série télévisée en 36 épisodes de 5 minutes créée par Danny Kaplan et Brian Stepanek, diffusée entre le 3 octobre 2008 et le 9 avril 2009 sur Disney Channel.
Le personnage de Brian O'Brian joué par Brian Stepanek, drôle et maladroit, est très similaire à celui de Mr. Bean joué par Rowan Atkinson.
Aucun des acteurs ne parlant, la comédie se fonde uniquement sur des actions, des effets sonores et des cris occasionnels. La série s'inspire de comédies de Buster Keaton, Charlie Chaplin, Harold Lloyd ou Jerry Lewis.